# Інститут географії Японії

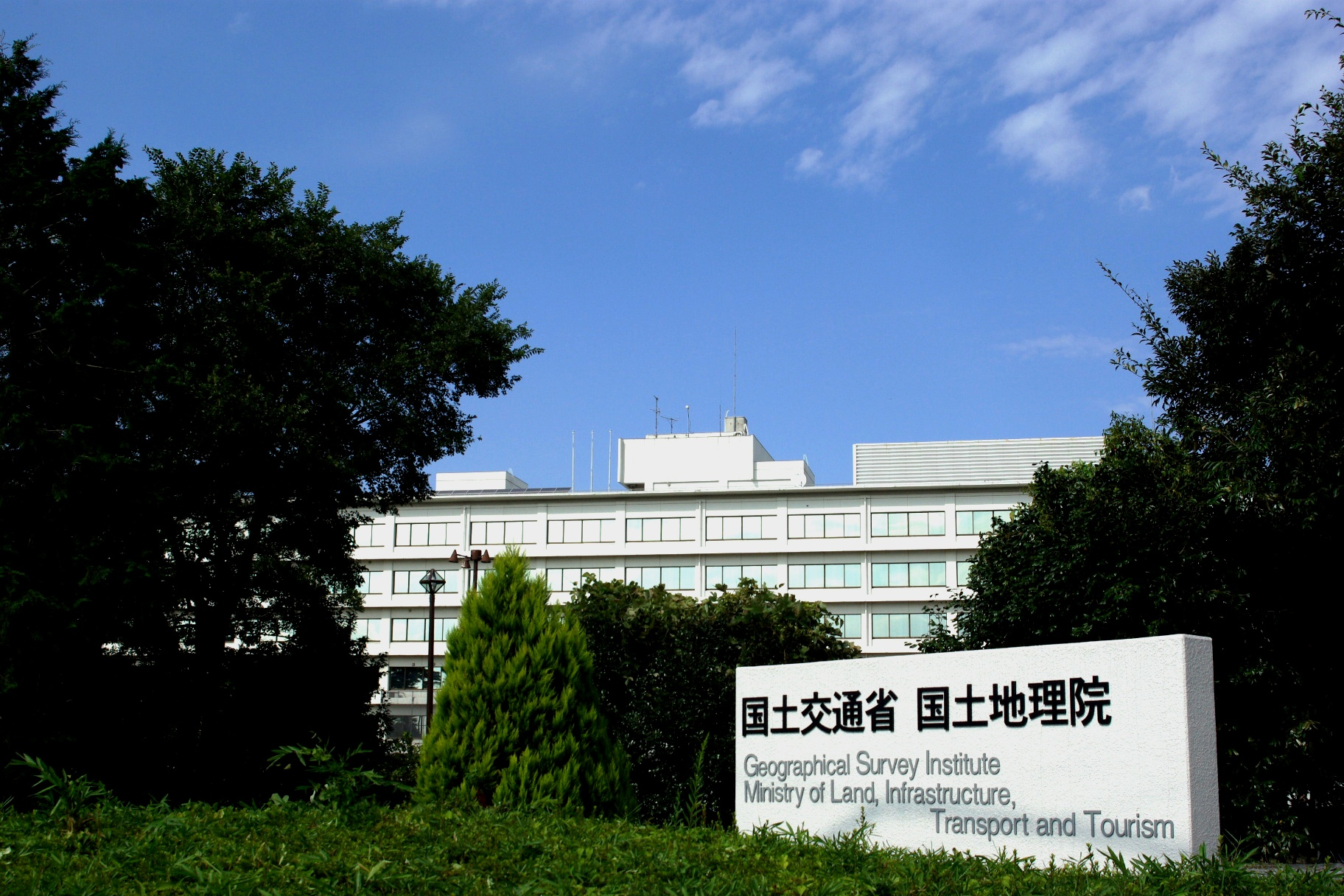
Інститут географії Японії.

Інститут географії Японії (яп. 国土地理院, こくどちりいん, МФА: [kokudo t͡ɕiɾʲi.iɴ]; англ. Geographical Survey Institute) — державне відомство Японії, що відповідає за збір і аналіз даних про георграфічні об'єкти на території Японії. Є особливим органом Міністерства землі та транспорту. Займається створенням і поширенням карт Японії, які служать державним еталоном. Проводить дослідження зон аварій і катастроф шляхом використання Система глобального позиціонування.
Штабквартира інституту розташована у місті Цукуба, префектури Ібаракі. Володіє Музеєм картографування і спостережень.